# Pseudosquillisma
Pseudosquillisma är ett släkte av kräftdjur. Pseudosquillisma ingår i familjen Pseudosquillidae.
Kladogram enligt Catalogue of Life:
| Pseudosquillisma | \| \| Pseudosquillisma guttata \| \| \| \| \| \| Pseudosquillisma oculata \| \| \| \| |
|                  | \| \| Pseudosquillisma guttata \| \| \| \| \| \| Pseudosquillisma oculata \| \| \| \| |
|                  | Pseudosquilla                                                                         |
|                  |                                                                                       |
|                  | Pseudosquillisma guttata                                                              |
|                  |                                                                                       |
|                  | Pseudosquillisma oculata                                                              |
|                  |                                                                                       |

|  | Pseudosquillisma guttata |
|  |                          |
|  | Pseudosquillisma oculata |
|  |                          |